# Еврокод
Еврокод (Eurocode) е система от строителни норми, разработвана от Европейския комитет по стандартизация (CEN). Тяхната цел е, след период на паралелно приложение, да заменят националните норми в страните, членуващи в CEN, включително в България, като помогнат за изравняването на регулациите в страните от Европейския съюз.
Към 2007 Еврокод включва десетки части, част от които са утвърдени и се прилагат, докато други са в процес на разработка. Частите на Еврокод са обединени в 10 европейски стандарта:
- EN 1990: (Еврокод 0) Основи на проектирането на строителни конструкции
- EN 1991: (Еврокод 1) Въздействия върху строителните конструкции
- EN 1992: (Еврокод 2) Проектиране на бетонни и стоманобетонни конструкции
- EN 1993: (Еврокод 3) Проектиране на стоманени конструкции
- EN 1994: (Еврокод 4) Проектиране на комбинирани стомано-стоманобетонни конструкции
- EN 1995: (Еврокод 5) Проектиране на дървени конструкции
- EN 1996: (Еврокод 6) Проектиране на зидани конструкции
- EN 1997: (Еврокод 7) Геотехническо проектиране
- EN 1998: (Еврокод 8) Проектиране на конструкциите за сеизмични въздействия
- EN 1999: (Еврокод 9) Проектиране на алуминиеви конструкции